# Morgagni-Syndrom
Das Morgagni-Syndrom ist ein Zusammentreffen (Symptomenkomplex) von einer gutartigen Verdickung der Schädelkalotte im Bereich des Stirnbeins zur Innenseite hin (Hyperostosis frontalis interna) mit Übergewicht und männlichem Behaarungstyp der Terminalhaare (Langhaare) (Hirsutismus) überwiegend bei Frauen mittleren und oft höheren Alters.
Synonyme sind: Morgagni-Stewart-Morel Syndrome; Stewart-Greek-Morel-Syn; Craniopathia metabolica; Craniopathia neuroendodrinica
Die Erstbeschreibung der Hyperostose stammt aus den Jahren 1719 und 1765 durch Giovanni Battista Morgagni, wieder aufgegriffen im Jahre 1941 durch die US-amerikanischen Ärzte Philip T. Knies und H. E. Le Fever.
Weitere Namensbezeichnungen beziehen sich auf Berichte aus dem Jahre 1928 von R. M. Stewart und aus dem Jahre 1930 von Ferdinand Morel.

## Verbreitung und Ursache
Häufigkeit und Ursache sind nicht bekannt, es sind überwiegend Frauen mittleren und höheren Alters betroffen. Eine eventuelle Vererbung erfolgt autosomal-dominant oder X-chromosomal rezessiv.

## Klinische Erscheinungen
Klinische Kriterien sind:
- Hyperostosis frontalis interna
- Adipositas
- Hirsutismus

Hinzu können Diabetes mellitus, seltener neurologische Veränderungen bei eventueller Kompression durch die Knochenvommen.

## Diagnose
Die Diagnose ergibt sich aus der Kombination klinischer und radiologischer Befunde.

## Therapie
Eine symptomatische Behandlung ist möglich.